# Tábara Arriba
Tábara Arriba je občina v provinci Azua v Dominikanski republiki. 